# Atapaneo
Atapaneo es una localidad ubicada en el estado mexicano de Michoacán en el municipio de Morelia.

## Ubicación
Localizado en una altura de 1879 metros, brinda hogar para 1965 habitantes de cuales 968 son hombres o niños y 997 mujeres o niñas. 1278 de la población de Atapáneo son adultos y 229 son mayores de 60 años. Sobre acceso al seguro social disponen 1065 habitante

## Población
| Año  | Habitantes Mujeres | Habitantes hombres | Total habitantes |
| ---- | ------------------ | ------------------ | ---------------- |
| 2020 | 1168               | 1041               | 2209             |
| 2010 | 997                | 968                | 1965             |
| 2005 | 959                | 921                | 1880             |